# Protoanemonin
Protoanemonin (auch Anemonol oder Ranunculol) ist ein Lacton der Hydroxy-penta-2,4-diensäure, welches als Toxin in allen Hahnenfußgewächsen vorkommt.

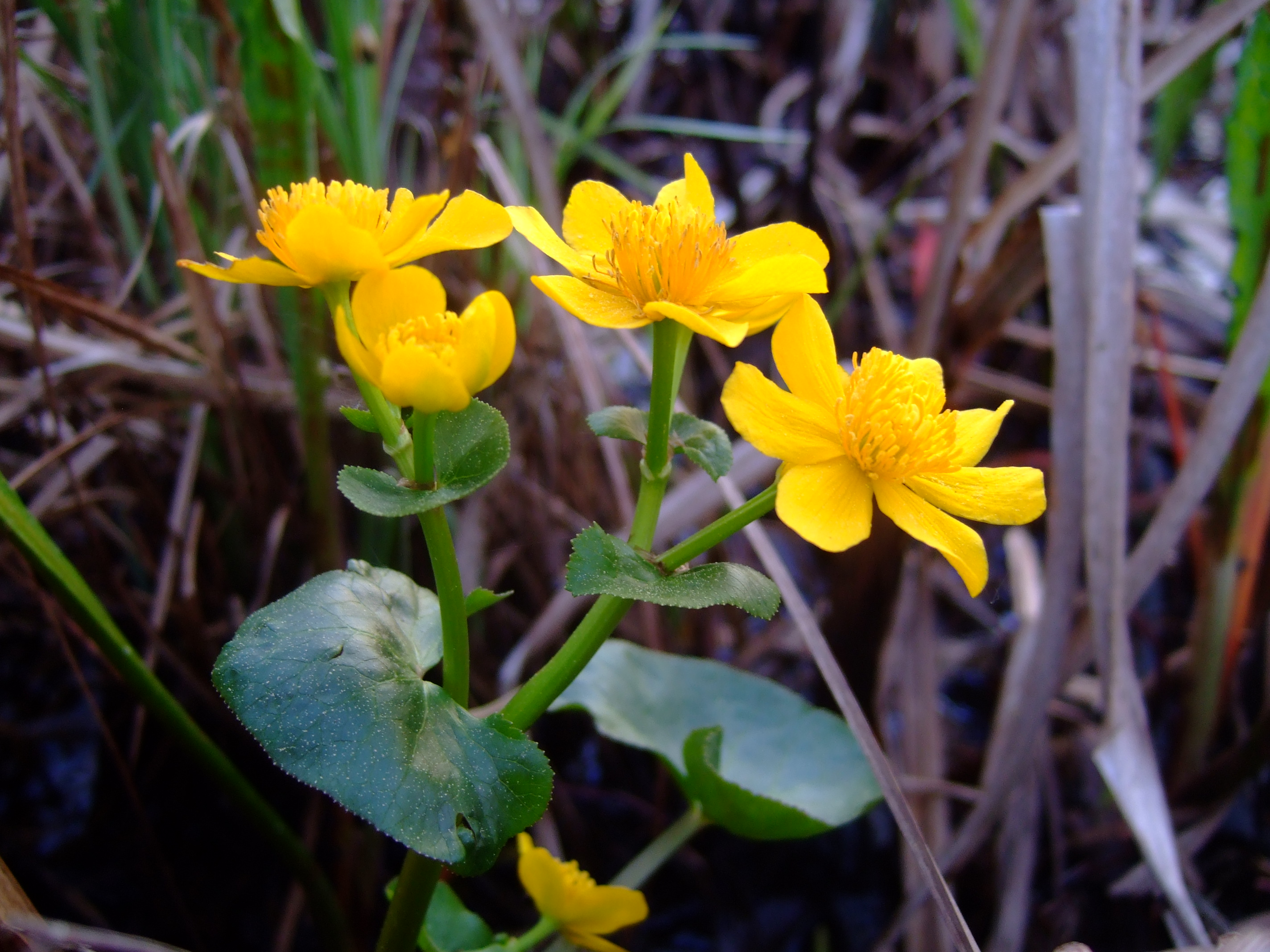
Tribus Caltheae: Sumpf-Dotterblume (Caltha palustris) – ein Hahnenfußgewächs

Es wird bei Verletzung der Pflanzen aus dem Glucosid Ranunculin enzymatisch abgespalten. Bei Kontakt mit der Haut oder Schleimhaut kommt es zu Vergiftungserscheinungen wie Rötung, Juckreiz oder gar Blasenbildung auf der Haut (Hahnenfußdermatitis). Bei der inneren Aufnahme beeinflusst es das Nervensystem: Es kommt zu Erbrechen, Durchfall und Schwindelanfällen, aber auch zu Krämpfen und Lähmungserscheinungen. Die LD50 (tödliche Dosis für 50 % der Zielspezies) beträgt 190 mg / kg Körpergewicht bei männlichen Swiss-albino-Mäusen.
Beim Trocknen der Pflanze wird Protoanemonin in das ungiftige Anemonin dimerisiert und weiter in die ebenfalls nicht giftige Anemoninsäure umgelagert.

Reaktionen Ranunculin zu Anemoninsäure

Protoanemonin und Anemonin haben eine bakterizide und fungizide Wirkung. In vitro wurde bei Pilzen eine Minimale Hemm-Konzentration (MHK/MIC) von 15 µg Protoanemonin / ml festgestellt. Primärer Angriffspunkt ist die RNA-Synthese der Pilze.
Anemonin ist im Zusammenhang mit Bienenvergiftungen auf Grund von bestimmten Hahnenfußpollen bekannt (Bettlacher Maikrankheit).
Schon im Lorscher Arzneibuch aus dem 8. Jahrhundert wird eine – ähnlich wie ein Cantharidenpflaster – Hautblasen erzeugende Verwendung einer Anemonol-haltigen Pflanze (wahrscheinlich Gift-Hahnenfuß) in der Heilkunde erwähnt.